# فرد سومرز
فرد سومرز (بالإنجليزية: Frederic Tamler Sommers)‏ هو حاخام وفيلسوف أمريكي، ولد في 1923 في نيويورك في الولايات المتحدة، وتوفي في 2 أكتوبر 2014.

## وصلات خارجية
- فرد سومرز على موقع إن إن دي بي (الإنجليزية)